# John Albrechtson
John Albrechtson, född 22 juli 1936 i Göteborg, död 27 augusti 1985 i Älvsborgs församling, Göteborg, var en svensk seglare, som deltog i tre olympiska sommarspel 1968-1976. Tillsammans med Ingvar Hansson vann han olympiskt guld i tempest vid spelen i Montréal 1976. Seglingarna arrangerades dock i Kingston, Ontario.
Han tog ett VM-guld i starbåt 1966 som gast för dansken Paul Elvstrøm, VM-guld i tempest 1977-78 samt EM-guld i tempest 1976 och 1978.